# إبراهيم حسن سرحان
إبراهيم حسن سرحان من مواليد يافا عام 1915 هو أول سينمائي فلسطيني.
كان فيلمه الأول عبارة عن تغطية لزيارة الملك السعودي عبد العزيز سنة 1935 ويحتوي مشاهد نادرة عن فلسطين.
وثق زيارة أحمد حلمي باشا عضو الهيئة العربية العليا لفلسطين سينمائيا واسس بعد ذلك ستيديو فلسطين في يافا.
نزح إلى الأردن أثناء نكبة فلسطين 1948 حيث شارك في أول فيلم أردني طويل من إخراج واصف الشيخ ياسين بعنوان «صراع في جرش» سنة 1958

## وفاته
توفي سنة 1987 في مخيم شاتيلا قرب العاصمة اللبنانية بيروت.

## راجع أيضا
- سينما فلسطينية
- مصطفى أبو علي

## وصلات خارجية
- مقالة السينما في موقع الموسوعة الفلسطينية الرسمي. (نسخة مؤرشفة)